# ФК „Кремиковци“
ФК „Кремиковци“ е футболен отбор от София / Бухово, България.
Основният екип на отбора е от червено-черни фланелки, черни гащета и червени чорапи. Вторият екип на отбора е от небесно-сини фланелки, черни гащета и небесно-сини чорапи.

## История
Основан е през 1960 г. под името „Спортист“. През 1964 г. влиза в Южната Б група, където участва 4 сезона до 1968 г. На 2 пъти завършва на 2-ро място – през 1966/1967 и 1967/1968 г.
След това е обединен с „Левски-Спартак“. Отделя се през 1978 г. Преименуван е на ФК „Кремиковци“ през 1990 г.
Възстановен е по инициатива на инж. Никола Цветков. Той става президент на футболния клуб в качеството му на шеф на основния спонсор чрез „Ремонтен комплекс“ на МК „Кремиковци“. През 1996 г. президент става инж. Иван Иванов – главен инженер в „Кремиковци“ АД, през 1997 г. – Огнян Атанасов, а от 1999 г. – Тоти Бенчев.
През 1997 г. се завръща в Б група и играе в гр. Бухово. Тогава печели Купата на аматьорската лига. През 1998/1999 г. завършва на 5-о място.
За кратко през пролетта на 2000 г. е обединен с „Бдин“ от Северозападната В АФГ под името „Бдин-Кремиковци (Видин)“ и продължава да играе във Видин, но отпада във В група.
След това отборът се разпада. Остава само юношеска формация с ръководител Негри Негриев (бивш футболист).
През сезон 2006/07 мъжкият отбор се възстановава отново и се включва в ОФГ София (столица), където играе и сега.

## Успехи
- Носител на купата на аматьорската лига през 1996/97 г.
- 2. място в Южната Б група през 1966/67 и 1967/68 г.
- 5. място в Б група през 1998/99 г.
- 5. място в Южната Б група през 1965/66 г.
- Работнически шампион през 1968 и 1974 г.
- Шестнайсетинафиналист за купата на страната през 1967/68, 1968/69, 1978/79, 1997/98, 1998/99 и 1999/00 г.
- 1. място на турнир „Южно Черно море 2010“
- 1. място турнир „АМФЛ Южно Черно море 2010“
- 3. място турнир „АМФЛ Южно Черно море 2011“
- 2. място турнир „Ринги“ 2018
- 2. място турнир „Витоша КЪП“ 2022

## Ръководство
Учредители на клуба
- Негрийчо Христов Негриев
- Петър Георгиев Петров

Управителен съвет
- Председател – Станислав Милчев
- Членове:
  - Негрийчо Негриев*
  - Мариан Каменов
  - Кирил Чарлов
- Треньор – Кирил Чарлов
- Администратор – Димитър Петров

## Треньори
| Име              | От   | До   |
| ---------------- | ---- | ---- |
| Михаил Вълчев    | 1998 | 1999 |
| Иван Колев       | 1996 | 1997 |
| Ангел Станков    | 1999 | 2000 |
| Негрийчо Негриев | 2006 | 2018 |
| Кирил Чарлов     | 2019 |      |